# عين عنوب
عين عنوب هي قرية لبنانية من قرى قضاء عاليه في محافظة جبل لبنان.

## أعلام
- نجيب نصار
- طليع حمدان
- منير أبو فاضل